# Marta Maruszczak
Marta Maruszczak – polska dziennikarka i pisarka. Autorka kilkunastu książek popularnonaukowych dla młodych i starszych czytelników oraz poradników na temat psychologii, zdrowia, wychowania.
Z wykształcenia jest biologiem i antropologiem, studiowała także medycynę oraz zarządzanie zasobami ludzkimi. Przez 16 lat była związana z miesięcznikiem "Twoje Dziecko", w którym pełniła funkcję redaktor naczelnej, a następnie była redaktor naczelną miesięcznika "Mam Dziecko". Została uhonorowana prestiżowym tytułem „Dziennikarz Medyczny Roku 2016” w konkursie organizowanym przez stowarzyszenie „Dziennikarze dla Zdrowia”
Autorka ponad 1700 artykułów prasowych publikowanych zarówno w magazynach naukowych („Przegląd Epidemiologiczny”; „Zeszyty antropologiczne”), jak i popularnonaukowych (np. „Problemy”; „Wiedza i Życie”; „MediSense”; „Świat Zdrowia”) oraz branżowych ("Świat Lekarza", "Manager Apteki", "Magazyn Pielęgniarki i Położnej"), a także w tytułach przeznaczonych dla szerokiej rzeszy czytelników (np. „Twoje Dziecko”, „Mam Dziecko”, „Cogito”; „Uroda”; „Claudia”; „Kobieta i Styl”; „Skarb”) oraz na portalu zdrowie.gazeta.pl/zdrowie.
Opublikowała 28 pozycji książkowych, z których kilka przetłumaczono i wydano w Chinach, Ukrainie, Hiszpanii, Belgii, Czechach, Słowacji, na Cyprze i w Rosji.

## Książki
- "166 ciekawostek o mózgu" (ISBN 978-83-10-13617-6)
- "Wirus w koronie, bakteria w kapsule, czyli wyprawa do mikroświata" (ISBN 978-83-10-13632-9)
- "Wzrok, słuch, smak dają znak, czyli podróż do świata zmysłów" (ISBN 978-83-10-13544-5)
- "Co tam słychać, czyli dziwne dźwięki z głębi ciała" (ISBN 978-83-10-13484-4)
- "O maluchu w brzuchu, czyli skąd się biorą dzieci" (ISBN 978-83-10-13429-5)
- "Tęcza, wiatr, śnieżynki" (ISBN 978-83-8036-203-1)
- "Paszcze, kły, szpony" (ISBN 978-83-8036-284-0)
- "Pyszczki, łapy, ogony" (ISBN 978-83-8036-202-4)
- "Człowiek. Jak to działa" (ISBN 978-83-7763-318-2)
- "Ciało. Jak to działa" (ISBN 978-83-7073-980-5)
- "Jestem zdrów" (ISBN 978-83-7763-132-4)
- "Młody obserwator przyrody. Encyklopedia" współaut. (ISBN 978-83-7763-124-9)
- "Wodny świat" współaut. ISBN 978-83-7763-144-7
- "Wolontariat" (ISBN 978-83-7073-981-2)
- "Polska. To lubię! Encyklopedia dla całej rodziny" współaut. (ISBN 978-83-7763-290-1)
- "101 rad dla rodziców niemowlaka" (ISBN 83-89571-76-5)
- "Kalendarium ciąży. Wielkie oczekiwanie" (ISBN 83-89571-75-7)
- "Rodzice i dzieci. Encyklopedia" współaut.(ISBN 83-7266-168-5)
- "Jak się leczyć w Polsce" (ISBN 83-7266-091-3)
- "Jak być młodą mamą" (ISBN 83-7221-980-X)